# For You (álbum de Prince)
For You es el álbum debut del músico estadounidense Prince. Fue publicado el 7 de abril de 1978 (2 meses antes de su cumpleaños número 20) y posee la etiqueta clásica que el artista llevaría a lo largo de su carrera "Produced, arranged, composed, and performed by Prince (Producido, arreglado, compuesto y realizado por Prince)".
El disco es en general considerado como un esfuerzo inicial prometedor, pero un poco insustancial. El álbum alcanzó el puesto # 163 en las listas de EE. UU. Pop (# 21 R & B) vendiendo 430 mil copias a nivel nacional y aproximadamente 983.000 copias en todo el mundo..El álbum debut de Prince, se caracteriza por la exploración de la música disco , combinada con toques bailables de soul y funk, dando origen al "Sonido Minneapolis".

## Música
El álbum se abre con la canción que da título, una grabación a capela que dice: "All of this and more is for you. With love, sincerity, and deepest care, my life with you I share (Todo esto y más es para ti con amor, sinceridad, y la más profunda atención, mi vida contigo puedo compartir)". Esto fue un presagio de carrera de Prince de hablar sobre todo a través de su música, en lugar de mediante las entrevistas convencionales. 
El siguiente es "In Love", una pista de discoteca hinchable con la metáfora del Principado sexual: "I just want to bathe in your river (Yo sólo quiero bañarme en tu río)".
El único hit del álbum, "Soft and Wet (Suave y húmedo)", sigue. La combinación del ritmo de baile, letras sexys y provocativas, y la música pop y funk es la dirección que Prince seguiría para producir algunos de sus mayores éxitos en el futuro. Una balada "Crazy You" es seguida por "Just as Long as We're Together", otra pista de discoteca que termina en una coda musical mostrando la destreza musical de Prince. 
El lado 2 se abre con "Baby", una balada acerca de un niño no planeado, pero que no es retratado en una luz negativa. (Una parte de la música de esta canción fue reutilizada posteriormente en 1995 su canción "I Hate U".) Una luz pop-disco ilumina el siguiente track, titulado "My Love Is Forever". 
"So Blue" cuenta con Prince en la guitarra acústica y complementa con sintetizadores aireado. El álbum cierra con "I'm Yours", una canción funk-hard-rock que contiene elementos de rock duro, como riffs de gran distorsión y veloces solos de guitarra y bajo. Elementos posteriormente escasos, aunque no inéditos, en la discografía del artista.
El álbum fue la clara intención de establecer a Prince como artista y para demostrar sus méritos. Enumera todos los 23 instrumentos que toca en el álbum, aunque la mayoría eran diferentes tipos de sintetizadores, y decidió recibir algo de ayuda en varias pistas. El álbum fue producido hasta el punto de gastar el triple del presupuesto asignado. Debido a esto, el siguiente álbum de Prince tendría que tener algún éxito para recuperar esta versión un tanto deslucida.

## Lista de canciones

### Lado uno
1. "For You" – 1:08
2. "In Love" – 3:37
3. "Soft and Wet" (Prince, Chris Moon) – 3:02
4. "Crazy You" – 2:17
5. "Just as Long as We're Together" – 6:24

### Lado dos
1. "Baby" – 3:10
2. "My Love Is Forever" – 4:11 (coescrito por Chris Moon, pero no acreditado)
3. "So Blue" – 4:30
4. "I'm Yours" – 5:01